# Bahnstrecke Hrušovany nad Jevišovkou–Znojmo
| Kursbuchstrecke (SŽ): | 246                  |                                                         |                                                         |
| Streckenlänge: | 25,569 km            |                                                         |                                                         |
| Spurweite: | 1435 mm (Normalspur) |                                                         |                                                         |
| Streckenklasse: | D4                   |                                                         |                                                         |
| Streckengeschwindigkeit: | 80 km/h              |                                                         |                                                         |
| |                      |                                                         |                                                         |
| \| \| \| von Břeclav (vorm. Lundenburg-Nikolsburg-Grußbacher E.) \| \| \| \| \| von Wien (vorm. StEG) \| \| \| \| 0,000 \| Hrušovany nad Jevišovkou früher Grusbach \| Hrušovany nad Jevišovkou früher Grusbach \| \| \| \| nach Brno hl. n. (vorm. StEG) \| \| \| \| 7,309 \| Božice u Znojma früher Possitz-Joslowitz \| Božice u Znojma früher Possitz-Joslowitz \| \| \| 16,741 \| Hodonice früher Hödnitz \| Hodonice früher Hödnitz \| \| \| 20,136 \| Dyje früher Mühlfraun \| Dyje früher Mühlfraun \| \| \| \| von Děčín-Prostřední Žleb (vorm. ÖNWB) \| \| \| \| 25,569 \| Znojmo früher Znaim \| Znojmo früher Znaim \| \| \| \| nach Wien Nordwestbf (vorm. ÖNWB) \| \| |                      |                                                         |                                                         |
| Strecke |                      | von Břeclav (vorm. Lundenburg-Nikolsburg-Grußbacher E.) | von Břeclav (vorm. Lundenburg-Nikolsburg-Grußbacher E.) |
| Abzweig geradeaus und von links |                      | von Wien (vorm. StEG)                                   | von Wien (vorm. StEG)                                   |
| Bahnhof | 0,000                | Hrušovany nad Jevišovkou früher Grusbach                | Hrušovany nad Jevišovkou früher Grusbach                |
| Abzweig geradeaus und nach rechts |                      | nach Brno hl. n. (vorm. StEG)                           | nach Brno hl. n. (vorm. StEG)                           |
| Bahnhof | 7,309                | Božice u Znojma früher Possitz-Joslowitz                | Božice u Znojma früher Possitz-Joslowitz                |
| Bahnhof | 16,741               | Hodonice früher Hödnitz                                 | Hodonice früher Hödnitz                                 |
| Haltepunkt / Haltestelle | 20,136               | Dyje früher Mühlfraun                                   | Dyje früher Mühlfraun                                   |
| Abzweig geradeaus und von rechts |                      | von Děčín-Prostřední Žleb (vorm. ÖNWB)                  | von Děčín-Prostřední Žleb (vorm. ÖNWB)                  |
| Bahnhof | 25,569               | Znojmo früher Znaim                                     | Znojmo früher Znaim                                     |
| Strecke |                      | nach Wien Nordwestbf (vorm. ÖNWB)                       | nach Wien Nordwestbf (vorm. ÖNWB)                       |

Die Bahnstrecke Hrušovany nad Jevišovkou–Znojmo ist eine eingleisige Nebenbahn („regionální dráha“) und frühere Hauptbahn („celostátní dráha“) in Tschechien, die ursprünglich von der priv. Österreichisch-ungarischen Staatseisenbahngesellschaft (StEG) erbaut und betrieben wurde. Sie verläuft von Hrušovany nad Jevišovkou (Grusbach) nach Znojmo (Znaim).

## Geschichte
Die Konzession für die Strecke von Grusbach nach Znaim erhielt die StEG im Zusammenhang mit der Genehmigung der Strecke von Wien über Laa nach Brünn. Teil der Konzession war die Verpflichtung, die Strecke „auf Verlangen der Staatsverwaltung nach erfolgter Herstellung einer Bahn von Wien nach Pilsen ihre Zweigbahn von Znaim bis zum Anschlusse an diese letztere Bahn in der Gegend bei Horn fortzusetzen.“ Eröffnet wurde die Strecke am 15. September 1870.
Nach der Verstaatlichung der StEG am 1. Jänner 1908 ging die Strecke an die k.k. Staatsbahnen (kkStB) über. Nach dem Ersten Weltkrieg traten an deren Stelle die neu gegründeten Tschechoslowakischen Staatsbahnen (ČSD). Im Fahrplan von 1921 waren insgesamt sieben Personenzüge 1. bis 3. Klasse verzeichnet, die zumeist von und nach Břeclava (Lundenburg) durchgebunden waren. Sie benötigten für die 25 Kilometer lange Strecke 48–50 Minuten.

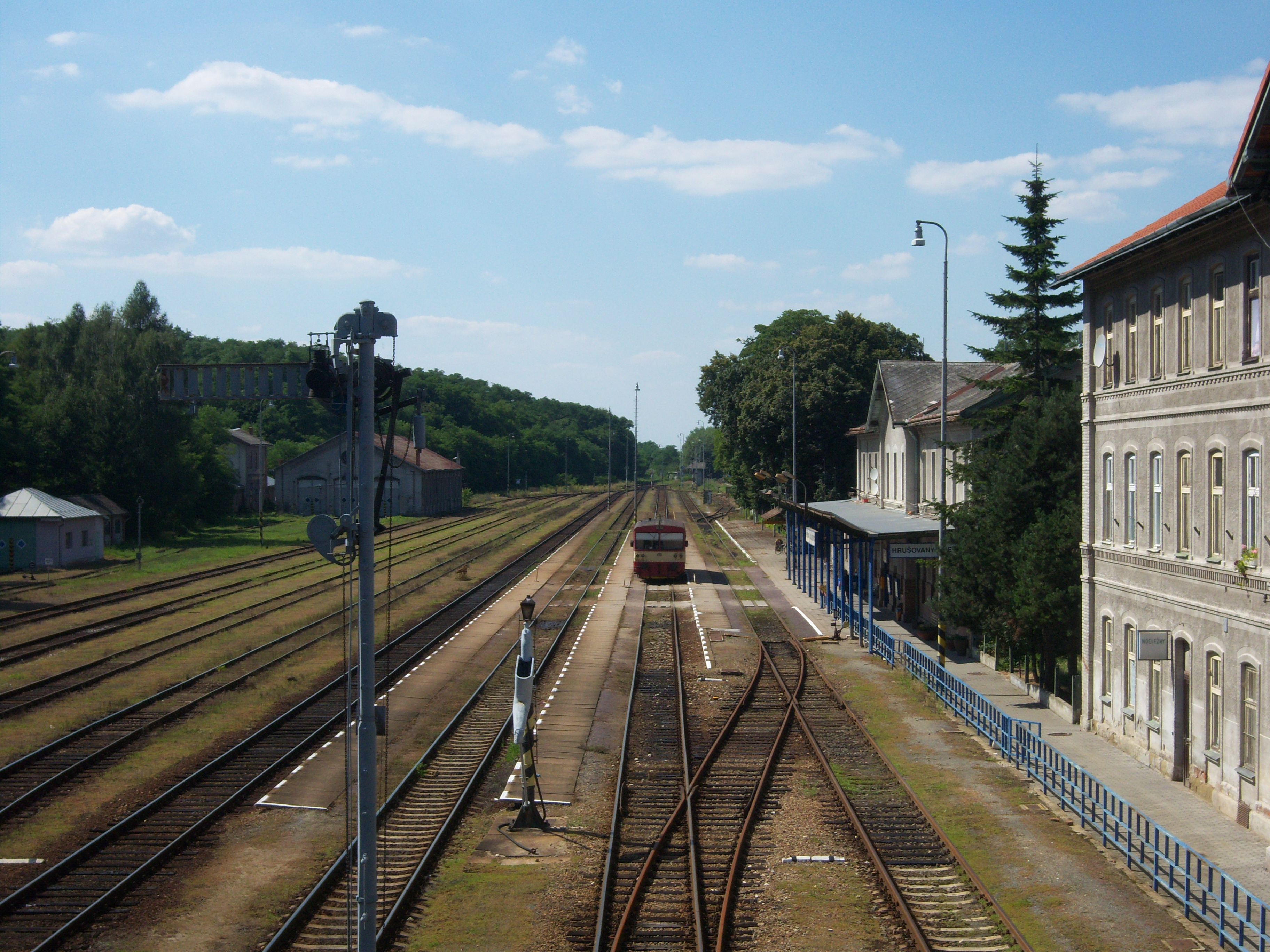
Bahnhof Hrušovany nad Jevišovkou (2010)

Ende der 1920er Jahre richteten die ČSD direkte Zugläufe zwischen der mährisch-schlesischen Landeshauptstadt Brünn und Znaim ein. Der Winterfahrplan von 1937/38 verzeichnete insgesamt neun Zugpaare, von denen drei von und nach Brünn fuhren. Ein beschleunigter Personenzug Brünn–Grusbach–Znaim diente sonntags dem Ausflugsverkehr.
Nach der Angliederung des Sudetenlandes an Deutschland im Herbst 1938 kam die Strecke zur Deutschen Reichsbahn, Reichsbahndirektion Wien. Im Reichskursbuch war die Verbindung nun als Kursbuchstrecke 462v Lundenburg–Grusbach-Schöngrafenau–Znaim enthalten. Nach dem Ende des Zweiten Weltkriegs kam die Strecke wieder vollständig zu den ČSD. Fortan galten nur noch die tschechischen Bahnhofsnamen.
Am 1. Januar 1993 ging die Strecke infolge der Auflösung der Tschechoslowakei in die Staaten Tschechien und Slowakei an die neu gegründeten České dráhy (ČD) über. Bis Mitte der 1990er Jahre verloren die durchgehenden Verbindungen von und nach Brünn nach und nach ihre Bedeutung. Im Jahresfahrplan 1995/96 gab es sonntags nur noch drei Schnellzugverbindungen, die von und nach Brünn verkehrten. Alle anderen Züge bedienten die Relation Břeclav–Znojmo.
Im Fahrplan 2012 wird die Strecke täglich im Zweistundentakt von Personenzügen bedient, die von und nach Břeclav durchgebunden werden. Werktags verdichten weitere Züge das Angebot zu einem teilweisen Stundentakt.
Die Elektrifizierung der Strecke ist im Rahmen der Dekarbonisierung des Eisenbahnbetriebs bis 2032 vorgesehen.